# António Félix da Costa
António Maria de Melo Breyner Félix da Costa ComM (Cascais, 31 de agosto de 1991) é um automobilista português que atualmente compete na Fórmula E pela equipe TAG Heuer Porsche Formula E Team. Estreou na categoria em 2014, na temporada inaugural, como piloto da equipe Amlin Aguri, tendo passagens pela Andretti e DS Techeetah. Sagrou-se campeão da temporada 2019–20 da Fórmula E, a duas provas do fim do campeonato.
Ele fez parte do programa Red Bull Junior Team de junho de 2012 até 2013. Em janeiro de 2014 foi confirmado como piloto da BMW Team MTEK no Deutsche Tourenwagen Masters (DTM), categoria onde correu até 2016 e conquistou uma vitória em Zandvoort, sendo o primeiro português a triunfar na DTM. Também venceu as 24 Horas de Le Mans de 2022 na classe LMP2, e foi campeão do Mundial de Endurance da FIA no mesmo ano. Ele venceu duas vezes o Grande Prémio de Macau, triunfando em 2012 e 2016, e foi campeão da Fórmula Renault Norte Europeia em 2009.

## Biografia
António Félix da Costa nasceu em 31 de Agosto de 1991, filho de Miguel Maria Félix da Costa (18 de Abril de 1952) e de Maria Antónia do Espírito Santo Silva de Melo Breyner. Desde cedo acompanhou atentamente a carreira do seu meio-irmão Duarte Félix da Costa como espectador entusiasta nos variadíssimos campeonatos de karting, algo que veio a despertar desde cedo a vontade de vir a ser piloto profissional.
A 10 de Agosto de 2020 foi feito Comendador da Ordem do Mérito. Em 12 de outubro de 2024, casou-se com Inês Castro, com quem namorava há dez anos.

## Carreira

### Karting
Com 9 anos, da Costa faz a sua primeira participação num campeonato de Karts, na Taça de Portugal.
Em 2002, Félix conquistou os primeiros títulos, no Campeonato Nacional e no Open Portugal. No seu currículo conta também com outro título do Campeonato Nacional, desta vez na categoria KF3, e outro título do Open de Portugal.
2006 foi o ano em que da Costa começou a ter resultados de relevo em provas europeias, tendo sido vice-campeão da World Series Karting e terceiro classificado no Open Master Itália.
Em 2007, o António tornou-se piloto de uma equipa oficial de fábrica, assinando contrato com o maior construtor de karts mundial, a Tony Kart, por onde já passaram nomes como Michael Schumacher e Sebastian Vettel, passando para a categoria KF2. Félix da Costa participou nas mais importantes e disputadas competições mundiais de karting, entre as quais, o Open Masters Itália, o Campeonato da Europa, o Campeonato Ásia-Pacífico, o Campeonato do Mundo entre outras corridas internacionais de relevância.

### Monolugares

#### 2008: WSR Fórmula Renault 2.0
Em dezembro de 2007, o jovem piloto de Cascais assinou com a equipa alemã Motopark Academy para 2008, tornando-se o piloto português mais novo de sempre a competir na Fórmula Renault 2.0, participando tanto na Eurocup como no NEC.
Estreando no NEC, em Hockenheimring, terminou a corrida em terceiro, atrás apenas dos colegas de equipa Valtteri Bottas e Tobias Hegewald, após ter-se qualificado em terceiro para a corrida. Ao contrário dos colegas de equipa que estavam principalmente focados na Eurocup, Félix da Costa tinha as atenções viradas para o NEC, tendo vindo a vencer a primeira corrida em Oschersleben, quando a maioria dos rivais competia na Eurocup, no Hungaroring. Assim, Félix da Costa tornou-se Vice-Campeão no Campeonato Norte Europeu no seu ano de estreia em monolugares, alcançando um total de onze pódios em dezasseis corridas (8 fins de semana de 2 corridas), sendo um deles no lugar mais alto. Participou em 6 de 14 corridas da Eurocup, tendo sido 13º classificado no campeonato e tendo como melhor resultado um 4º lugar no Estoril.
Participou também nas 2 corridas no circuito do Estoril na Fórmula Júnior Portugal, o que lhe permitiu conquistar 4 pontos, deixando-o em 17º no campeonato, que para além do Estoril teve apenas mais duas corridas no circuito de Jerez.

#### 2009: WSR Fórmula Renault 2.0
Em 2009, Félix da Costa renovou a aposta na sua equipa e conquistou o seu primeiro título de monolugares, na Copa da Europa do Norte de Fórmula Renault 2.0, dominando por completo o campeonato (nove vitórias em catorze corridas disputadas), terminando ainda na terceira posição na Eurocopa de Fórmula Renault 2.0, ficando a 10 pontos do primeiro classificado, após de no penúltimo fim de semana, em Nurburgring, ter sido desclassificado.

#### 2010: Fórmula 3 Europeia
Em 2010, António apostou no Campeonato de Formula 3 Euro Series, conquistando o título de melhor rookie e obtendo três vitórias absolutas, para além de ter sido sexto no Grande Prémio de Macau, prova carismática no panorama internacional. Terminou o campeonato na sétima colocação.
A meio da sua caminhada pela Formula 3 Euro Series, António teve a oportunidade de disputar dois GPs da GP3 Series, pela Carlin Motorsport. Logo na primeira prova, terminou em sexto após partir em nono. Disputou mais três corridas, não pontuando. Apesar disso, recebeu um convite para testar pela Force India em Abu Dhabi, vindo António a tornar-se o piloto português mais novo de sempre a guiar um Fórmula 1. O piloto de 19 anos alcançou o terceiro tempo geral, tendo sido batido apenas pela McLaren e Red Bull.

#### 2011: GP3 Series
Na temporada de 2011, depois de vários convites e abordagens, António continuou o percurso rumo à Fórmula 1 e esteve presente em todos os Grandes Prémios de Fórmula 1 a disputar a GP3 Series, integrado na equipa Status Grand Prix. Embora não tivera apresentado resultados tão elevados como nas categorias da Renault, fez algumas boas prestações, obtendo uma vitória em Monza. Terminou o campeonato na 13ª posição.
Félix da Costa teve a oportunidade de participar em dois fins de semana do Campeonato Britânico de Fórmula 3, em Nurburgring e em Paul Ricard, terminando as 6 corridas na zona pontuável, ficando em 2º em duas delas.
Da Costa ainda correu pela Ocean Racing Technology na final de GP2, no Abu Dhabi, tendo tido um 7º lugar na primeira corrida e um 9º na segunda.

#### 2012: GP3 Series, WSR Fórmula Renault 3.5 e vitória em Macau

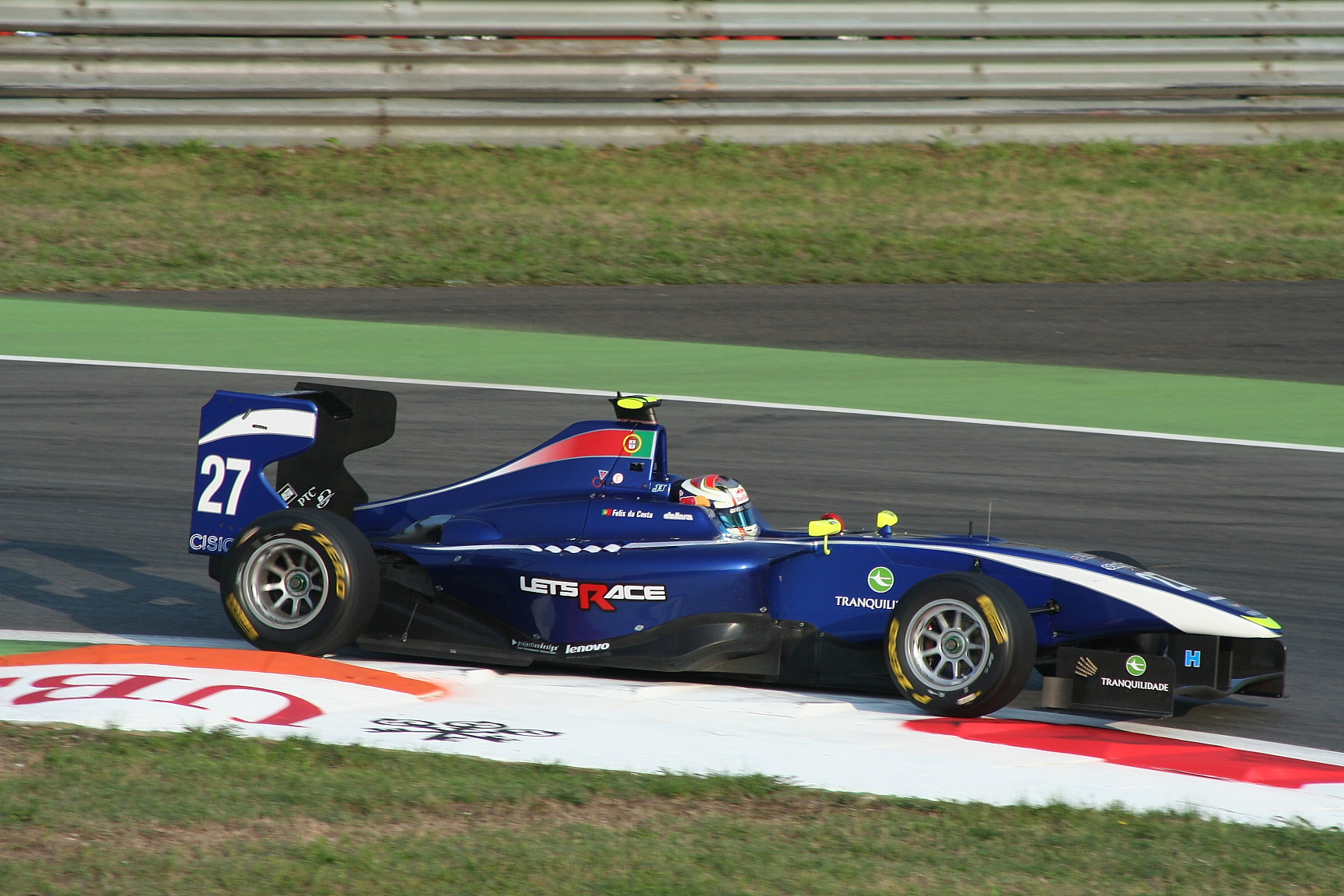
Da Costa na etapa de Monza da GP3 de 2012

Em 2012, da Costa manteve-se na GP3 Series, correndo desta vez pela Carlin Motorsport, a equipa que lhe deu a primeira oportunidade em 2010, e sendo companheiro de Alex Brundle e William Buller. Começou com um pole position logo na primeira etapa, na Catalunha, mas uma falsa partida levou-o a ser penalizado, o que levou-o a terminar a corrida em 14º. No dia seguinte ainda recuperou para 7º, dando-lhe mais 2 pontos. Na etapa seguinte, Félix terminou em 7º na corrida 1 no circuito do Mónaco, permitindo-lhe partir de 2º na corrida 2, posição que obteve no final da corrida, obtendo o primeiro pódio da temporada.
Em Valência qualificou-se em quinto, mas foi desclassificado por uma infração técnica, tendo de partir em 23º. Na corrida 1, na segunda volta, envolveu-se num acidente com Dmitry Suranovich e desistiu. Tendo sido considerado culpado, voltou a partir no final da grelha, em 24º, para a segunda corrida. Ao longo da corrida, conseguiu consistentemente a volta mais rápida e cortou a meta em 8º.
Em Silverstone obteve a primeira vitória da época, logo na corrida 1, após partir em 3º. Na prova de Hockenheimring, ficou a zeros devido a uma conjunção negativa de chuva e incidentes de corrida.
Quando as hipóteses do título pareciam quase nulas, a esperança voltou logo no fim de semana seguinte, no circuito de Hungaroring. Félix da Costa fez história na GP3 Series sendo o primeiro piloto a ganhar as duas corridas do mesmo fim de semana. António saltou para 3º no campeonato.
Em Spa-Francorchamps voltou a ter uma excelente prestação, terminando as duas corridas em 2º, deixando possibilidade para o título quando se caminhava para a última etapa da temporada, em Circuito de Monza. Na fase inicial da corrida 1, Félix da Costa liderava a corrida após uma desistência de Mitch Evans, o que lhe daria a confortabilidade de só precisar de um ponto na corrida 2, mas, a meio, um problema na caixa de velocidades limitou o andamento do carro, caindo sucessivamente posições até o 15º posto, ficando logo sem qualquer chance do título. Ainda mostrou uma boa recuperação na corrida 2, terminado em 5º. Fechou o ano com 1 pole, 5 voltas mais rápidas, três vitórias, seis pódios e 132 pontos, sendo superado por Daniel Abt, vice-campeão, e Mitch Evans, o campeão, com ambos sendo seus futuros colegas da F-E.

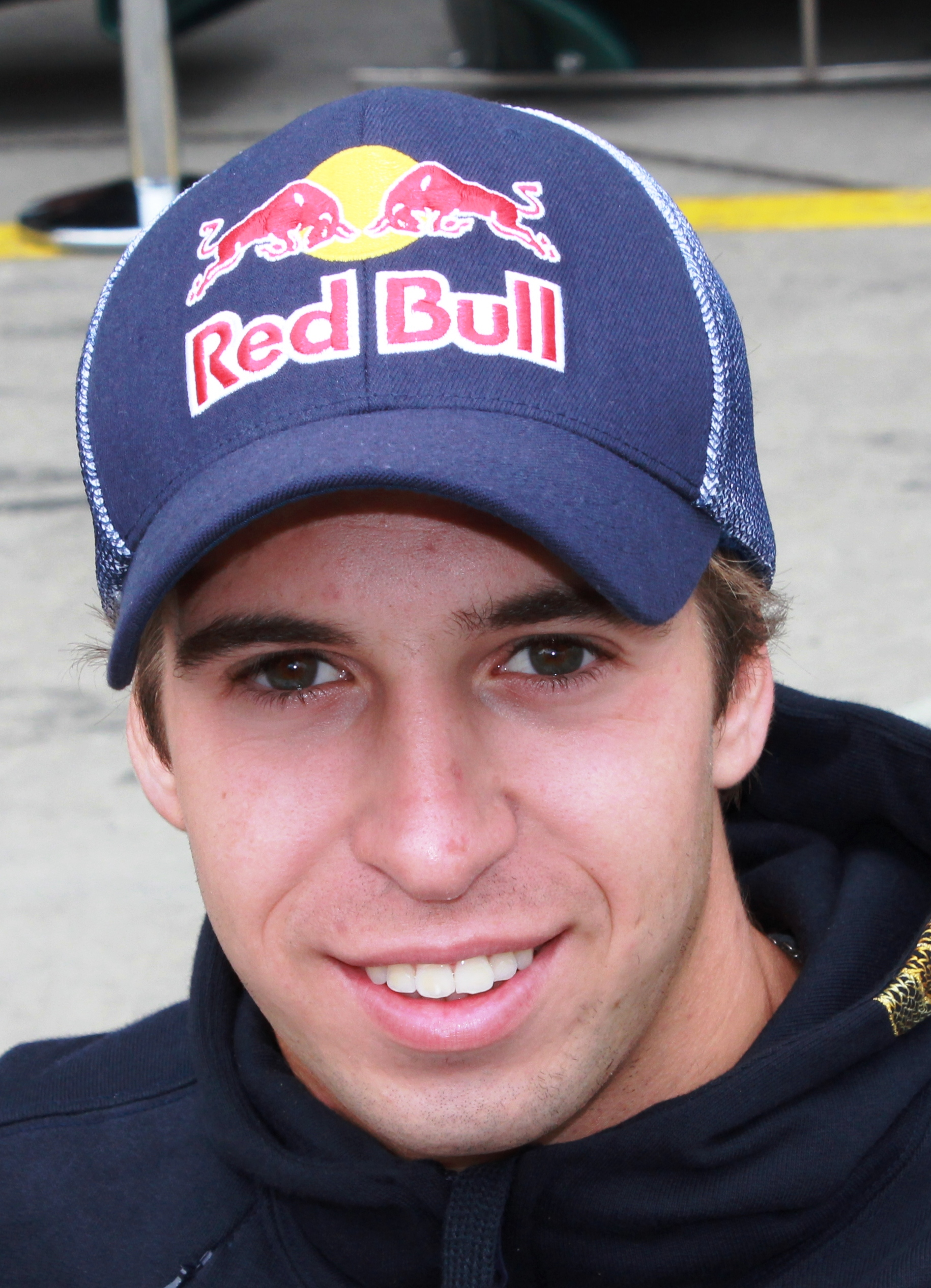
Da Costa em 2012

Para além de uma GP3 com muitos pontos altos, Félix da Costa ainda fez um regresso às World Series by Renault, nesta vez na categoria 3.5., após ter assinado contrato com a Red Bull para o programa de jovens pilotos, correndo pela equipa Arden Caterham a partir da 4ª etapa, em Nurburgring.
Teve atuações novamente de qualidade, sendo o piloto com mais vitórias do campeonato, 4, e sendo também o único a vencer duas corridas do mesmo fim-de-semana, feito realizado na última etapa. A vitória no Hungaroring foi-lhe premiada com um Test Drive num carro da Red Bull de uma temporada anterior, sendo o regresso a um carro de Fórmula 1 desde o teste pela Force India. Em Montmeló, após o excelente fim de semana, fez outro Test Drive. Devido a boas prestações, da Costa foi também convidado para participar num Show Drive na Coreia do Sul, novamente com o carro de Fórmula 1 da Red Bull. Terminou a World Series como quarto colocado, com 4 vitórias, duas voltas mais rápidas e seis pódios em nove provas disputadas, ficando atrás apenas de Sam Bird, terceiro colocado, Jules Bianchi, vice-campeão e Robin Frijns, o campeão da temporada.
Encerrando 2012, Félix da Costa alcançou seu primeiro triunfo no tradicional Grande Prémio de Macau, após ser o segundo na classificação e vencer a corrida classificatória, superando Felix Rosenqvist e outros pilotos que viriam a correr na F1, como Pascal Wehrlein, Carlos Sainz Jr. e Felipe Nasr.

#### 2013: Segundo ano na WSK Renault
Em 9 de janeiro de 2013, foi anunciado que Félix da Costa permaneceria na equipe Arden Caterham com a qual ele competiu na série, durante a temporada de 2012. Correndo ao lado de Pietro Fantin, o cascalense chegou como um dos favoritos ao título, mas só venceu três vezes, fez mais três pódios e fechou o ano em terceiro lugar, com 172 pontos, atrás do vice Stoffel Vandoorne por 42 pontos e do campeão Kevin Magnussen por 102 pontos.
Com seus bons desempenhos nas categorias de base, Félix da Costa chegou a ser cotado para correr na Fórmula 1 em 2014 com a Toro Rosso. Mas a equipe preferiu dar oportunidades a Daniil Kvyat e Carlos Sainz Jr., com da Costa sendo relegado à função de terceiro piloto e sendo enviado para correr na DTM.

#### 2015-16: Saída da Red Bull e segunda vitória em Macau
Sem chances de ascender à F1 e já focado em categorias como DTM e Fórmula E, Félix da Costa anunciou que deixaria a Red Bull em dezembro de 2015, após quatro anos de parceria.
Félix da Costa voltou a correr no Grande Prémio de Macau em 2016, mais uma vez vencendo a corrida de classificação e a corrida principal, tomando a liderança de Sérgio Sette Câmara, voltando a ficar à frente de Rosenqvist e superando também futuros nomes da F1, como George Russell, Lando Norris, Guanyu Zhou e Nikita Mazepin.

### Turismo

#### DTM

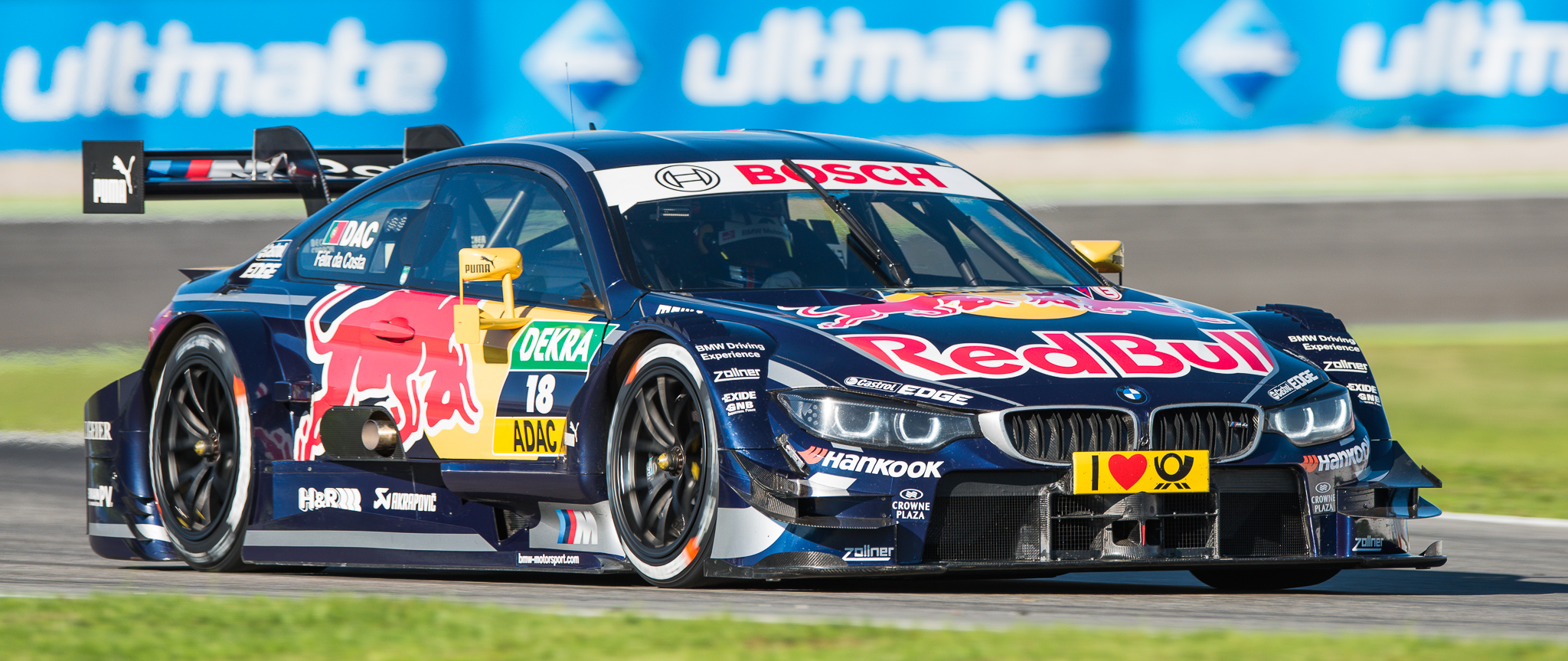
Da Costa na prova de Hockenheimring de 2014

Félix da Costa competiu na temporada de 2014 do Deutsche Tourenwagen Masters pela equipe BMW MTEK ao lado de Timo Glock. Ele marcou pontos em duas ocasiões, terminando a temporada com um total de seis pontos e em 21º, sendo o antepenúltimo colocado.
O português foi mantido para a temporada de 2015, quando mudou-se para a BMW Team Schnitzer dirigindo ao lado de Martin Tomczyk. Ele não marcou nenhum ponto até a sétima corrida em Zandvoort, onde obteve seu primeiro pódio, terminando na segunda posição. Ele fez a pole e venceu a segunda corrida do fim de semana, se tornando o primeiro português a vencer na DTM. Em entrevistas, ele celebrou a vitória, afirmando nunca ter duvidado de seu potencial de liderar e vencer. Ele chegou a ficar em oitavo em pontos, mas acabou terminando em décimo primeiro, com 79 pontos, embora tenha superado Tomczyk com quase o triplo de pontos e ajudado a BMW a ser campeã de marcas.
Seguindo na BMW Schnitzer para 2016, Da Costa não venceu mais, porém, conseguiu um terceiro lugar em Hungaroring, fez duas poles e pontuou em cinco ocasiões, fechando o ano em décimo sétimo, com 43 pontos. Ao final da temporada, Félix da Costa deixou a DTM para focar totalmente na Fórmula E.

#### Stock Car
Da Costa fez participações pontuais na Stock Car Brasil. Ele possui cinco pódios, com dois deles sendo em corridas de duplas. Sua primeira participação foi em 2015, quando correu ao lado de Allam Khodair na Corrida de Duplas em Goiânia pela equipe Full Time Texaco, com eles sendo os terceiros colocados. Da Costa e Khodair repetiram a parceria para a Corrida de Duplas de 2016 e chegaram em segundo lugar. Mais uma vez com a Full Time, Da Costa correu na Goiânia 500 em 2017, substituindo Betinho Valério, dispensado após a prova de Tarumã, e o português acabou se classificando em terceiro na corrida 1, mas abandonando a corrida 2. Disputou a Corrida do Milhão em 2018 pela RCM, chegando a liderar boa parte da prova, mas terminando em terceiro lugar. Em 26 de fevereiro de 2020, tinha sido anunciado para correr ao lado de Nelsinho Piquet na Corrida de Duplas pela Full Time, mas em março do mesmo ano, a organização decidiu que estrangeiros não poderiam ser convidados para a tradicional prova, por conta das restrições de viagens da pandemia de COVID-19. Em 2021, substituiu Ricardo Maurício, que estava com coronavírus, na etapa de Interlagos. Correndo na Eurofarma RC, ele conquistou sua primeira vitória na categoria na corrida 2.
Em entrevistas, Félix da Costa sempre expressa respeito e carinho pela Stock Car, exaltando o bom nível das provas e dos pilotos, e expressando desejo de correr na categoria quando se aposentar da Fórmula E, com o piloto chegando a revelar que tem uma espécie de contrato com a Full Time, no qual ele pode correr pela equipe "a hora que quiser".

## Fórmula E

### Aguri

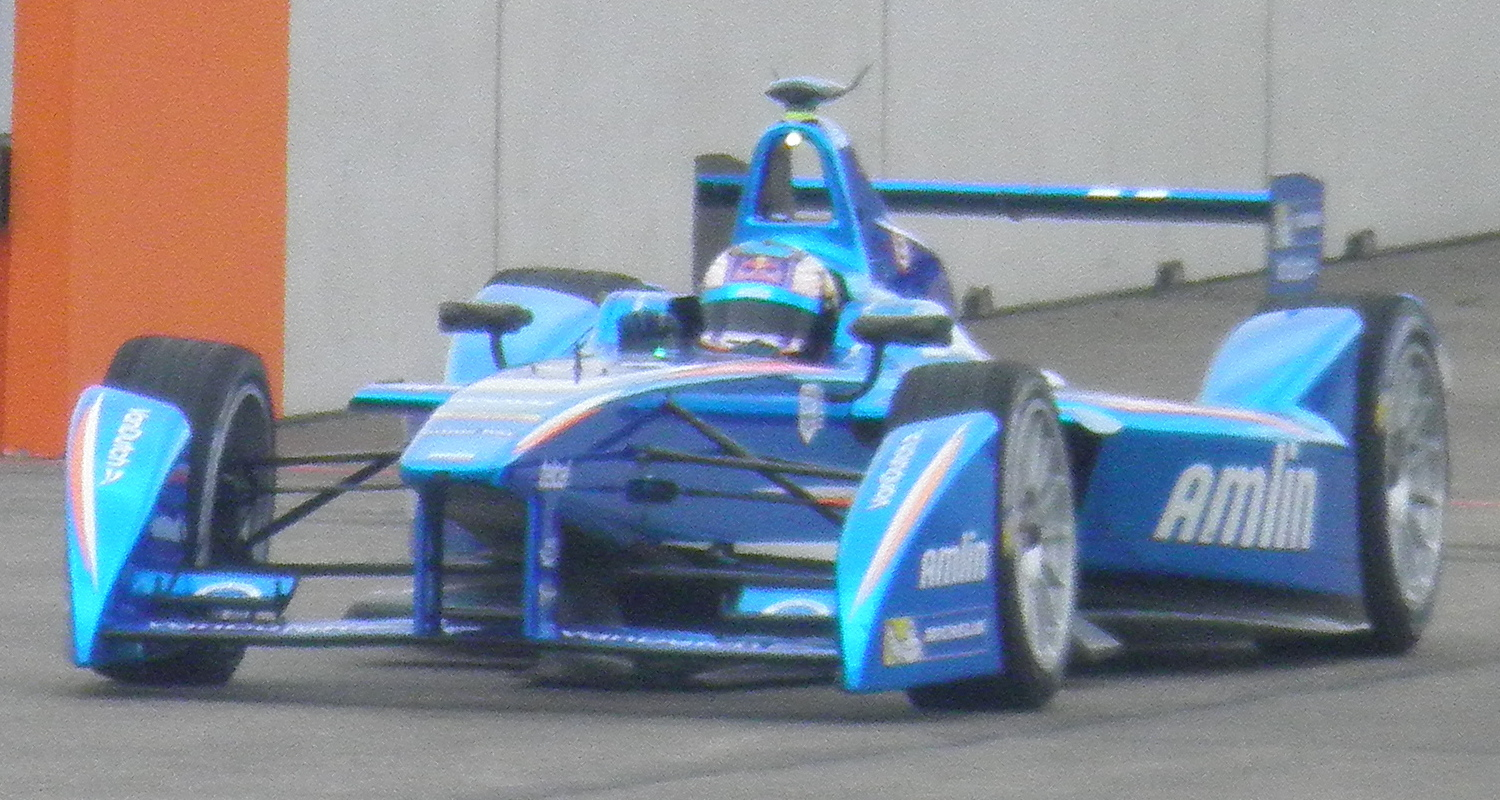
Da Costa conduzindo a Aguri nº 55 no ePrix de Berlim de 2015

Em julho de 2014, Félix da Costa anunciou que faria a temporada inaugural da Fórmula E, categoria da FIA para monolugares elétricos. Ele assinou com a Amlin Aguri para participar de provas que não colidissem com seus compromissos na DTM. Na equipe de Aguri Suzuki, ele correu no carro de número 55 ao lado de Katherine Legge e Salvador Durán, que dividiram o carro 77. O português só não fez as provas de Pequim, que inaugurou a F-E, e a da rodada dupla de Londres, que encerrou a temporada, e foi substituído por Takuma Sato na rodada 1 e por Sakon Yamamoto na rodada final. Assim, da Costa estreou na segunda rodada em Putrajaya, onde garantiu um oitavo lugar. Após abandonar em Punta Del Este, Da Costa teve a sua primeira vitória na F-E em Buenos Aires, da qual saiu da oitava colocação. Nas cinco rodadas restantes, a única na qual ele não pontuou foi em Berlim. No final da temporada, da Costa tinha 51 pontos e garantiu a 8ª posição na classificação.
Da Costa seguiu na renomeada Team Aguri para 2015–16, tendo entre seus companheiros Nathanaël Berthon, Salvador Durán e Ma Qing Hua. O cascalense teve mais dificuldades, pontuando em quatro das nove etapas que disputou, e não foi ao ePrix de Berlim por conta dos compromissos conflitantes com a DTM, sendo substituído pelo alemão René Rast. Finalizou a segunda temporada dele e da F-E em 13º, com 28 pontos.

### Andretti

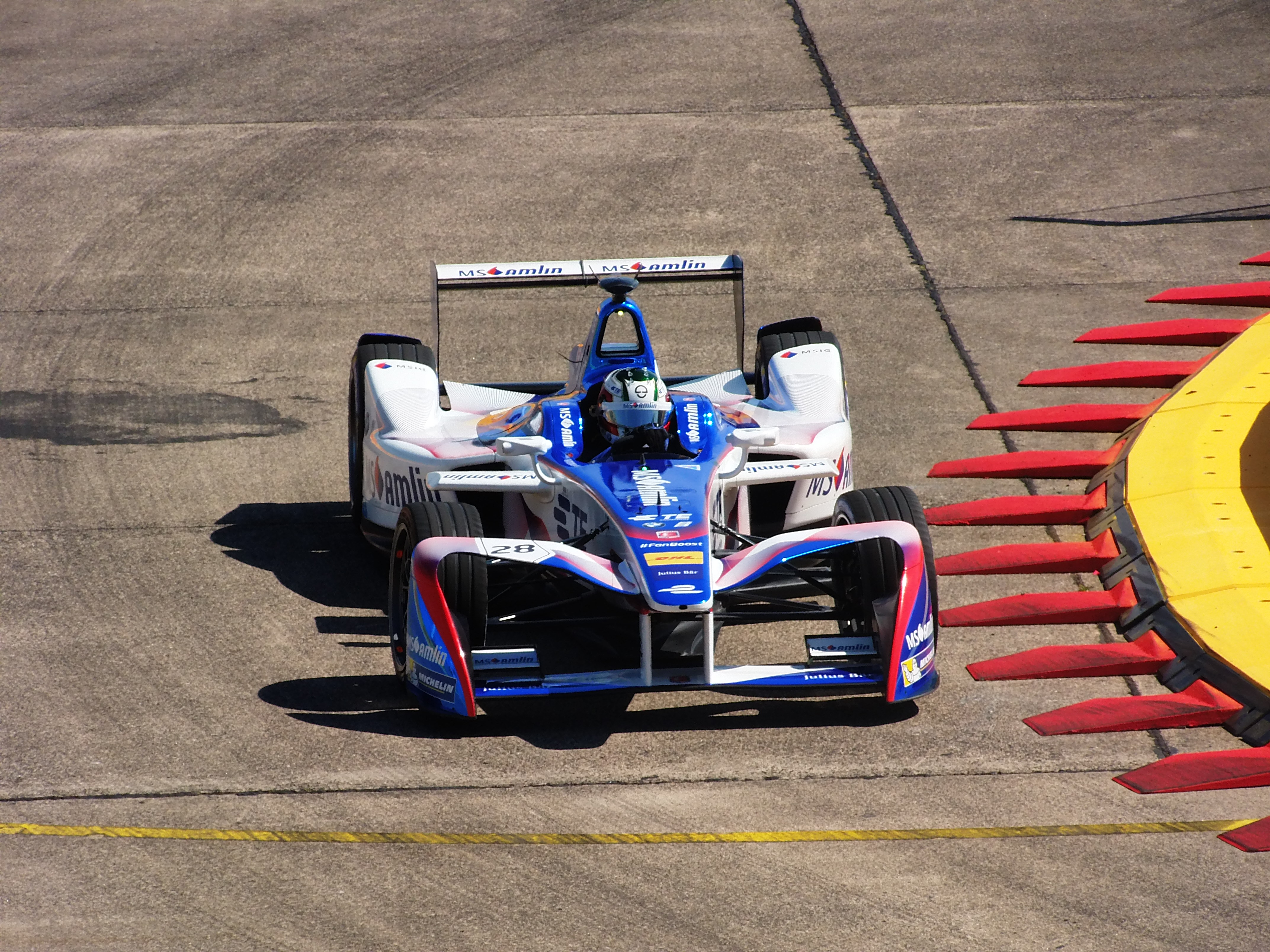
Da Costa no carro 28 da Andretti no ePrix de Berlim de 2017

O piloto nascido em Cascais mudou-se para a equipe americana MS Amlin Andretti em 2016–17, substituindo Simona de Silvestro no carro nº 28 e correndo ao lado de Robin Frijns, beneficiando-se da parceria técnica da equipe com a BMW, e fazendo pela primeira vez a temporada completa na F-E. Mas da Costa só pontuou em Hong Kong, com um quinto lugar que lhe rendeu dez pontos e o vigésimo posto no campeonato de pilotos, sendo o pior colocado dentre os pilotos que fizeram a temporada completa e ficando sete posições abaixo de Frijns, que fez mais que o dobro de seus pontos. Ainda assim, o português teve menos abandonos do que no ano anterior, apenas três contra os quatro de 2015–16.
Robin Frijns se afastou da categoria em 2017–18, e assim, da Costa permaneceu com a Andretti, tendo como companheiros Kamui Kobayashi, Tom Blomqvist e Stéphane Sarrazin, que dividiram o carro 27. O português teve um sexto lugar na corrida 1 de Hong Kong, que abriu a temporada, como melhor resultado, pontuando em mais outras três etapas, e sendo o décimo quinto colocado, com 20 pontos.

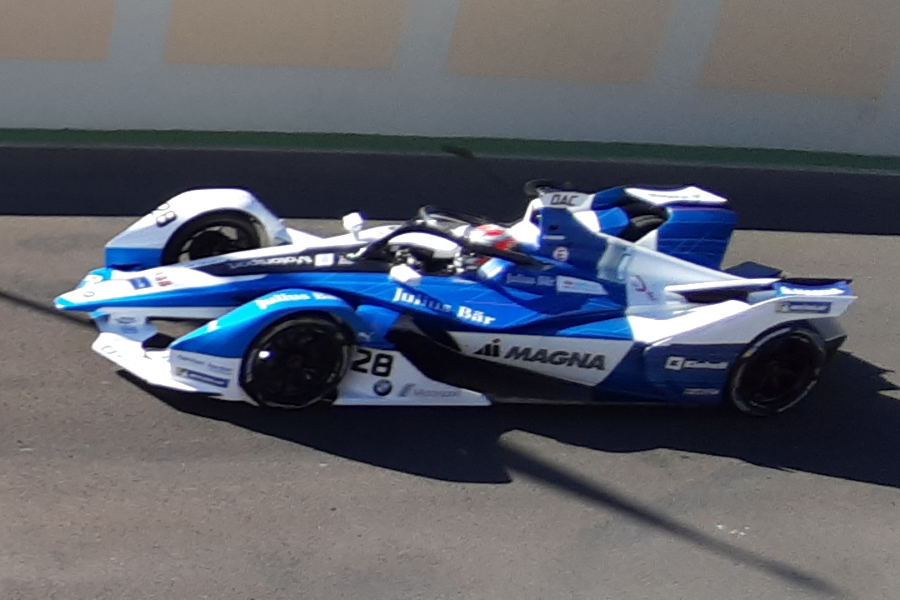
Da Costa na BMW i Andretti no ePrix de Marraquexe de 2019

Para a Temporada 5 e a nova era Gen2, o relacionamento da Andretti com a marca alemã evoluiu a ponto da equipe ser renomeada para BMW i Andretti Motorsport, e Félix da Costa viu Alexander Sims assumir o carro 27. O cascalense começou fazendo a pole e subindo no degrau mais alto do pódio na rodada de Daria, tendo mais um segundo lugar na Cidade do México e dois terceiros lugares em Sanya e na corrida 1 de Nova Iorque. Ensaiou uma disputa pelo título, mas fechou a temporada com 99 pontos e a sexta colocação, superando seu companheiro de tempo integral pela primeira vez durante seu tempo na F-E, pois Sims só fez 57 pontos e ficou sete posições abaixo de António.

### DS Techeetah

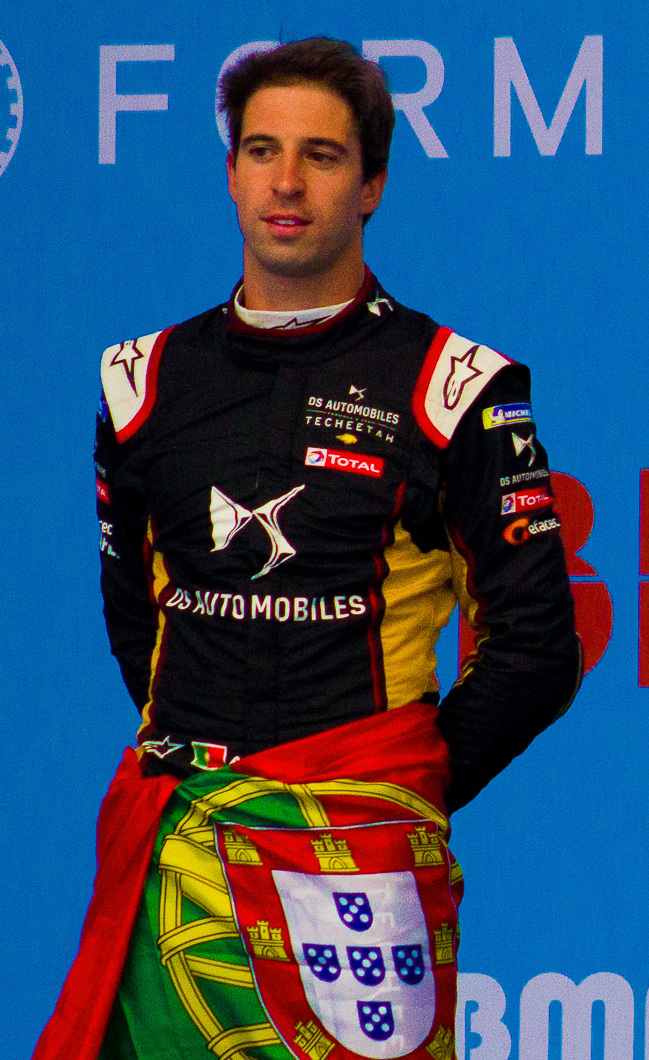
Da Costa na cerimônia do pódio do ePrix da Cidade do México de 2020

Da Costa mudou-se para novos pastos na Temporada 2019–20, quando se juntou à DS Techeetah ao lado do bicampeão Jean-Éric Vergne, e escolhendo o número 13 para estampar seu carro. Ambos os pilotos estavam mirando na coroa, mas foi Da Costa quem fez mais progressos, eventualmente alcançando um recorde de três vitórias consecutivas entre a quinta rodada em Marraquexe e a sétima rodada em Berlim, e ainda fazendo três segundos lugares, o suficiente para torná-lo campeão de forma dominante, com duas provas de antecedência. Finalizou sua temporada gloriosa com 158 pontos, com quase o dobro dos pontos somados pelo vice Stoffel Vandoorne e pelo seu companheiro Vergne, o terceiro colocado.
Na sétima temporada, a primeira como campeonato mundial da FIA, e que se viu alterada por conta da pandemia de coronavírus, da Costa tentava defender seu título, mas enfrentava uma concorrência muito forte. Um pódio em Daria foi o único troféu que o português conseguiu acumular na primeira metade de uma campanha muito disputada. O português se viu prejudicado por três não pontuações, incluindo uma desqualificação por ficar sem energia utilizável após liderar em Valência. Ainda assim, uma vitória marcante por meio de uma manobra de ultrapassagem na última volta em Mônaco proporcionou o recorde da temporada. Na corrida final, Félix da Costa chegou a ter chances de alcançar o bicampeonato, mas uma colisão o fez encerrar como oitavo colocado, com 86 pontos, um a menos do que o sétimo Lucas Di Grassi, seis a mais do que o décimo Vergne, mas 13 a menos do que o campeão Nyck de Vries.
Ainda no famoso preto e dourado da DS Techeetah em 2021–22, da Costa teve um início lento na temporada, mas ganhou vida em Marraquexe com uma pole e um pódio com um retorno ao degrau mais alto duas corridas depois na cidade de Nova York. Em um final elegante e adequado para a era Gen2, da Costa repetiu a pole que fez na corrida inaugural dessa geração de carros, fechando a corrida 2 de Seul em décimo. Da Costa finalizou a temporada em oitavo, com 122 pontos, sendo pela primeira vez superado por Vergne, que ficou quatro posições acima dele e fez vinte e dois pontos a mais.

### Porsche

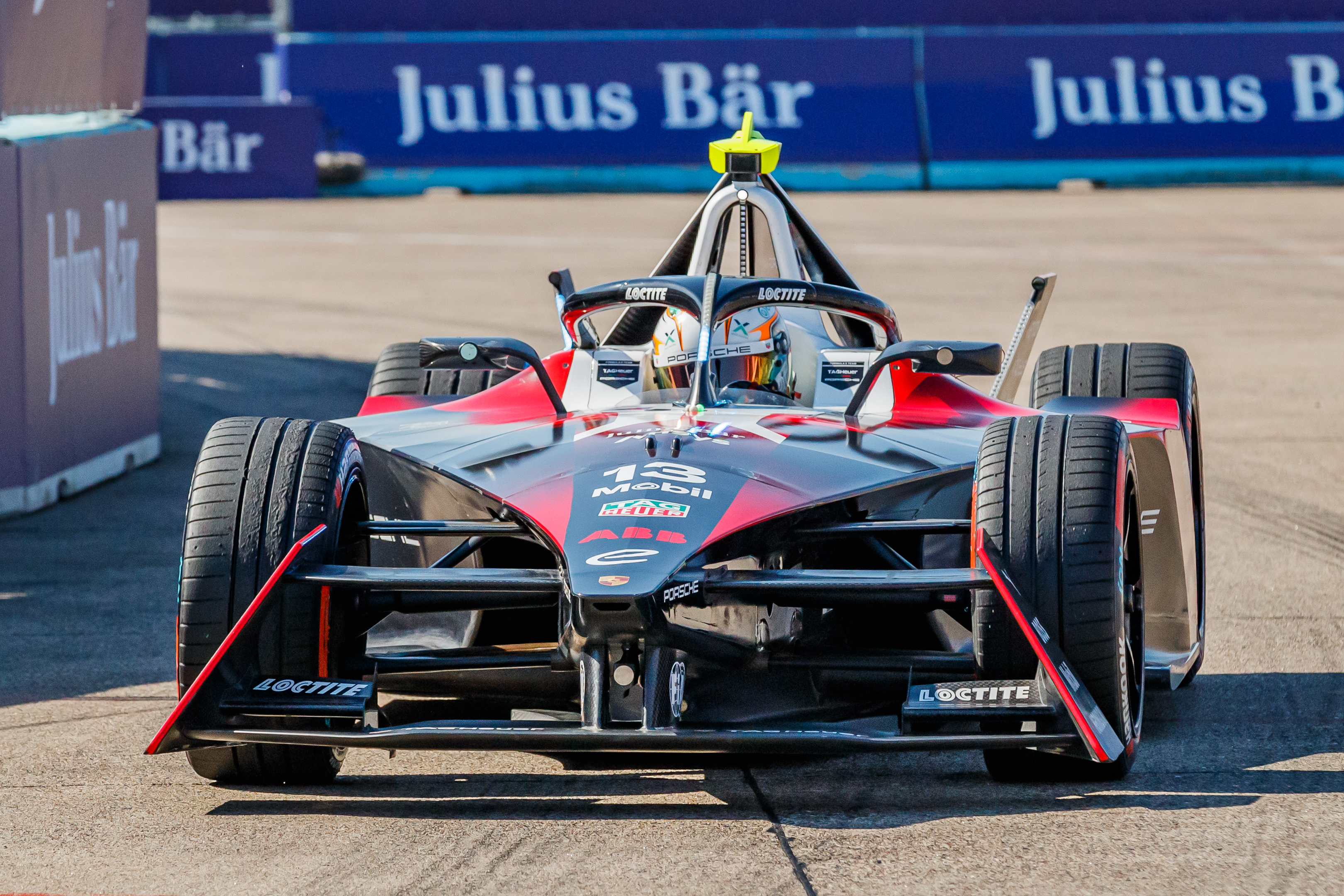
Da Costa guiando a Porsche nº 13 no ePrix de Berlim de 2023

Para a estreia da Gen3 em 2022–23, Da Costa mudou para a TAG Heuer Porsche Formula E Team, correndo ao lado do ex-F1 e campeão da DTM de 2015 Pascal Wehrlein. Ao volante do 99X Electric, ele conquistou três pódios, incluindo uma vitória no ePrix da Cidade do Cabo, quando a Fórmula E correu na África do Sul pela primeira vez. Com 93 pontos, Félix da Costa foi o nono colocado, ficando distante de Wehrlein, quarto colocado, por 56 pontos.

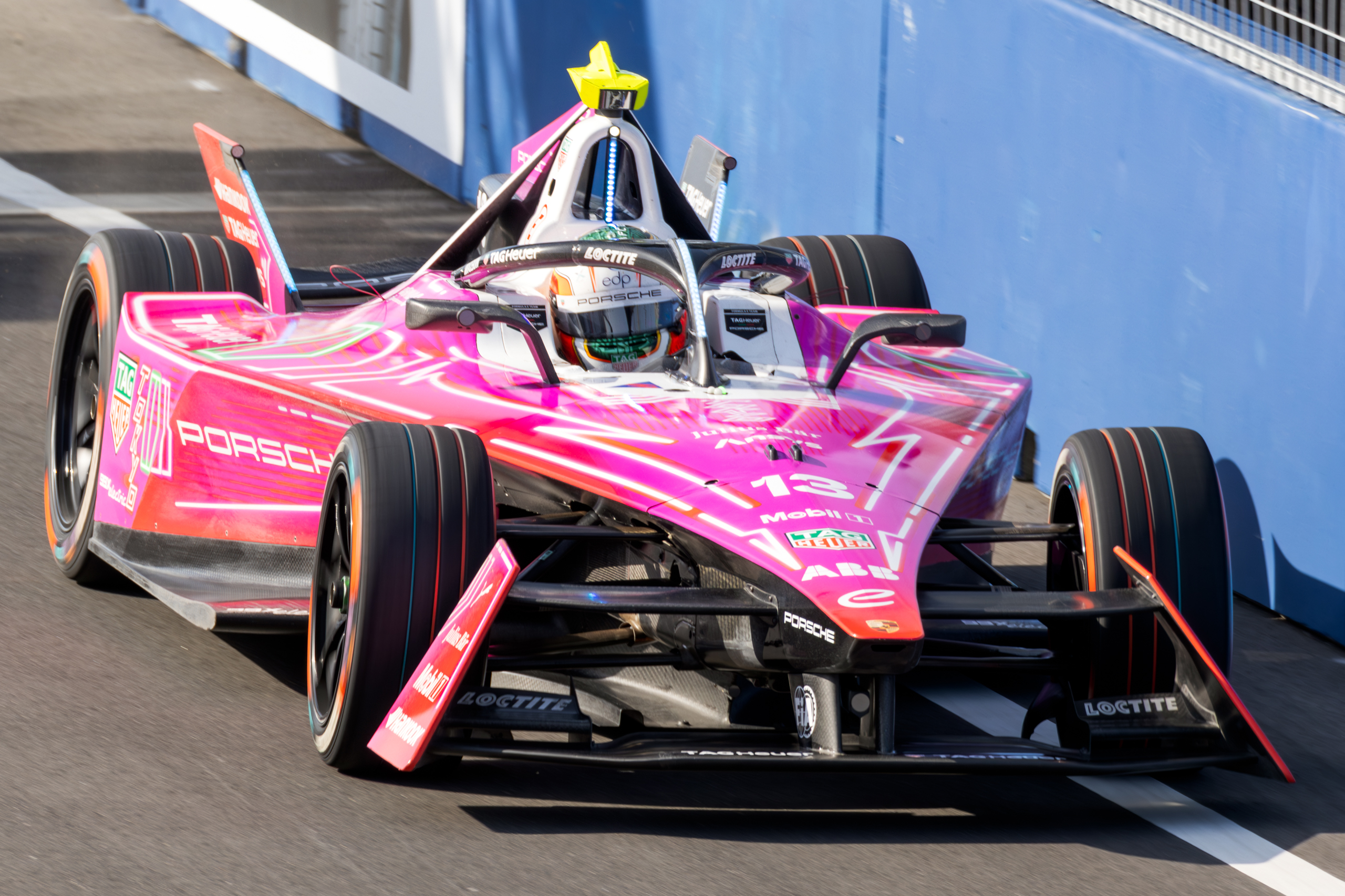
Antonio Felix da Costa durante os treinos do ePrix de Tóquio de 2024

Na Temporada 10, a Porsche manteve sua dupla enquanto a equipe alemã busca melhorar seu desempenho no campeonato de construtores. O início foi desafiador para António, que vinha sendo contestado na equipe, ficando abaixo de Wehrlein nas quatro primeiras corridas da temporada, e ainda perdeu uma vitória em Misano após uma desqualificação técnica. Mas o campeão mostraria as habilidades que o levaram ao título, vencendo a segunda corrida em Berlim e engatando uma sequência de três vitórias consecutivas no segundo evento em Xangai e na rodada dupla em Portland. Da Costa fechou na sexta colocação, com 134 pontos, 64 a menos do que Wehrlein, o campeão da temporada. Mesmo assim, o português foi o piloto mais vitorioso do ano e esse foi seu melhor resultado desde a sexta temporada, que lhe rendeu o título.
O popular piloto português continua com a TAG Heuer Porsche e com Wehrlein em 2024–25. Na etapa de abertura da temporada, em São Paulo, Da Costa conseguiu um segundo lugar, seu primeiro pódio do ano.

## Resultados

### Resumo da carreira
| Temporada | Categorias                          | Equipa                  | Corridas                | Vitórias                | Poles                   | Voltas Rápidas          | Podios                  | Pontos                  | Posição                 |
| --------- | ----------------------------------- | ----------------------- | ----------------------- | ----------------------- | ----------------------- | ----------------------- | ----------------------- | ----------------------- | ----------------------- |
| 2008      | Formula Renault 2.0 UK Winter       | CR Scuderia             | 4/4                     | 0                       | 0                       | 0                       | 1                       | N/A                     | NC†                     |
| 2008      | Formula Renault 2.0 Portugal Winter | Motopark Academy        | 2/4                     | 0                       | 0                       | 0                       | 0                       | 4                       | 17º                     |
| 2008      | Eurocup Formula Renault 2.0         | Motopark Academy        | 6/14                    | 0                       | 0                       | 0                       | 0                       | 18                      | 13º                     |
| 2008      | Formula Renault 2.0 NEC             | Motopark Academy        | 16/16                   | 1                       | 1                       | 1                       | 10                      | 280                     | 2º                      |
| 2009      | Eurocup Formula Renault 2.0         | Motopark Academy        | 14/14                   | 3                       | 2                       | 3                       | 9                       | 128                     | 3º                      |
| 2009      | Formula Renault 2.0 NEC             | Motopark Academy        | 14/16                   | 9                       | 4                       | 7                       | 11                      | 361                     | 1º                      |
| 2010      | Formula 1                           | Force India             | Teste de Jovens Pilotos | Teste de Jovens Pilotos | Teste de Jovens Pilotos | Teste de Jovens Pilotos | Teste de Jovens Pilotos | Teste de Jovens Pilotos | Teste de Jovens Pilotos |
| 2010      | Formula 3 Euro Series               | Motopark Academy        | 18/18                   | 3                       | 0                       | 1                       | 4                       | 40                      | 7º                      |
| 2010      | Masters of Formula 3                | Motopark Academy        | 1/1                     | 0                       | 0                       | 0                       | 0                       | N/A                     | 18º                     |
| 2010      | GP3 Series                          | Carlin                  | 4/16                    | 0                       | 0                       | 0                       | 0                       | 3                       | 26º                     |
| 2010      | Grande Prémio do Macau (Fórmula 3)  | Carlin                  | 1/1                     | 0                       | 0                       | 0                       | 0                       | N/A                     | 6º                      |
| 2011      | GP3 Series                          | Status Grand Prix       | 16/16                   | 1                       | 0                       | 0                       | 1                       | 16                      | 13º                     |
| 2011      | GP2 Abu Dhabi                       | Ocean Racing Technology | 2/2                     | 0                       | 0                       | 0                       | 0                       | 2                       | 9º                      |
| 2011      | British Formula Three               | Hitech Racing           | 6/30                    | 0                       | 0                       | 1                       | 3                       | 51                      | 13º                     |
| 2011      | Grande Prémio do Macau (Fórmula 3)  | Hitech Racing           | 1/1                     | 0                       | 0                       | 0                       | 0                       | N/A                     | 20º                     |
| 2012      | Formula 1                           | Red Bull                | Teste de Jovens Pilotos | Teste de Jovens Pilotos | Teste de Jovens Pilotos | Teste de Jovens Pilotos | Teste de Jovens Pilotos | Teste de Jovens Pilotos | Teste de Jovens Pilotos |
| 2012      | Formula Renault 3.5 Series          | Arden Caterham          | 12/17                   | 4                       | 0                       | 2                       | 6                       | 166                     | 4º                      |
| 2012      | GP3 Series                          | Carlin                  | 16/16                   | 3                       | 1                       | 6                       | 6                       | 132                     | 3º                      |
| 2012      | MotorSport Vision Cup (Fórmula 3)   | Carlin                  | 2/2                     | 2                       | 1                       | 2                       | 2                       | N/A                     | NC†                     |
| 2012      | Grande Prémio do Macau (Fórmula 3)  | Carlin                  | 1/1                     | 1                       | 1                       | 1                       | 1                       | N/A                     | 1º                      |
| 2013      | Formula 1                           | Red Bull                | Teste de Jovens Pilotos | Teste de Jovens Pilotos | Teste de Jovens Pilotos | Teste de Jovens Pilotos | Teste de Jovens Pilotos | Teste de Jovens Pilotos | Teste de Jovens Pilotos |
| 2013      | Formula Renault 3.5 Series          | Arden Caterham          | 17/17                   | 3                       | 1                       | 2                       | 6                       | 172                     | 3º                      |

† – Como Félix da Costa era um piloto convidado, não podia receber pontos.
* Época a decorrer.

### Resultados da Fórmula Renault 2.0 UK Winter Cup
| Ano  | Equipa     | 1         | 2       | 3       | 4        | CF | Pontos |
| ---- | ---------- | --------- | ------- | ------- | -------- | -- | ------ |
| 2008 | CRS Racing | CRO 1 Ret | CRO 2 4 | ROC 1 2 | ROC 2 20 | †  | †      |

† – Como Félix da Costa era um piloto convidado, não podia receber pontos.

### Resultados da Fórmula Júnior Fórmula Renault 2.0 Portugal
| Ano  | Equipa           | 1     | 2     | 3       | 4        | CF  | Pontos |
| ---- | ---------------- | ----- | ----- | ------- | -------- | --- | ------ |
| 2008 | Motopark Academy | ESP 1 | ESP 2 | POR 1 8 | POR 2 25 | 17º | 4      |

### Resultados da Fórmula Renault 2.0 Eurocup
(Corridas em negrito indicam pole-position) (Corridas em itálico indicam volta rápida)
| Ano  | Equipa           | 1        | 2       | 3       | 4     | 5       | 6       | 7        | 8         | 9       | 10    | 11        | 12        | 13     | 14       | CF  | Pontos |
| ---- | ---------------- | -------- | ------- | ------- | ----- | ------- | ------- | -------- | --------- | ------- | ----- | --------- | --------- | ------ | -------- | --- | ------ |
| 2008 | Motopark Academy | BEL 1 16 | BEL 2 9 | GBR 1   | GBR 2 | HUN 1   | HUN 2   | ALE 1 10 | ALE 2 9   | FRA 1   | FRA 2 | POR 1 5   | POR 2 4   | ESP 1  | ESP 2    | 13º | 19     |
| 2009 | Motopark Academy | ESP1 1 3 | ESP1 2  | BEL 1 2 | BEL 2 | HUN 1 4 | HUN 2 5 | GBR 1    | GBR 2 Ret | FRA 1 3 | FRA 2 | ALE 1 DSQ | ALE 2 DSQ | ESP2 1 | ESP2 2 1 | 3º  | 128    |

### Resultados da Fórmula 3 Europeia
(Corridas em itálico indicam volta rápida)
| Ano  | Equipa           | Chassis          | Motor      | 1       | 2       | 3        | 4        | 5       | 6         | 7       | 8         | 9       | 10      | 11      | 12      | 13      | 14      | 15      | 16        | 17       | 18       | Posição | Pontos |
| ---- | ---------------- | ---------------- | ---------- | ------- | ------- | -------- | -------- | ------- | --------- | ------- | --------- | ------- | ------- | ------- | ------- | ------- | ------- | ------- | --------- | -------- | -------- | ------- | ------ |
| 2010 | Motopark Academy | Dallara F308/098 | Volkswagen | LEC 1 8 | LEC 2 8 | HOC1 1 7 | HOC1 2 9 | VAL 1 6 | VAL 2 Ret | NOR 1 7 | NOR 2 Ret | NÜR 1 7 | NÜR 2 1 | ZAN 1 8 | ZAN 2 1 | BRH 1 8 | BRH 2 1 | OSC 1 3 | OSC 2 Ret | HOC2 1 9 | HOC2 2 4 | 7º      | 40     |

### Resultados da GP3 Series
(Corridas a negrito indicam pole-position) (Corridas em itálico indicam volta rápida)
| Ano  | Equipa            | 1        | 2       | 3        | 4        | 5         | 6         | 7        | 8       | 9         | 10        | 11       | 12       | 13        | 14       | 15       | 16      | CF  | Pontos |
| ---- | ----------------- | -------- | ------- | -------- | -------- | --------- | --------- | -------- | ------- | --------- | --------- | -------- | -------- | --------- | -------- | -------- | ------- | --- | ------ |
| 2010 | Carlin            | ESP 1    | ESP 2   | TUR 1    | TUR 2    | VAL 1     | VAL 2     | GBR 1    | GBR 2   | ALE 1     | ALE 2     | HUN 1 6  | HUN 2 17 | BEL 1 Ret | BEL 2 12 | ITA 1    | ITA 2   | 26º | 3      |
| 2011 | Status Grand Prix | TUR 1 5  | TUR 2 4 | ESP 1 12 | ESP 2 17 | VAL 1 Ret | VAL 2 20† | GBR 1 19 | GBR 2 9 | ALE 1 28  | ALE 2 Ret | HUN 1 11 | HUN 2 6  | BEL 1 Ret | BEL 2 11 | ITA 1 7  | ITA 2 1 | 13º | 16     |
| 2012 | Carlin            | ESP 1 14 | ESP 2 7 | MON 1 7  | MON 2    | VAL 1 Ret | VAL 2 8   | GBR 1    | GBR 2 6 | ALE 1 Ret | ALE 2 Ret | HUN 1    | HUN 2 1  | BEL 1 2‡  | BEL 2    | ITA 1 15 | ITA 2 5 | 3º  | 132    |

‡ Só foram atribuídos metade dos pontos uma vez que não se completou pelo menos 75% da corrida.

### Resultados da Fórmula Renault 3.5 Series
(Corridas a negrito indicam pole position, corridas em itálico indicam volta rápida)
| Ano  | Equipa         | 1         | 2       | 3         | 4        | 5       | 6       | 7        | 8       | 9         | 10      | 11        | 12        | 13      | 14    | 15      | 16       | 17        | CF | Pontos |
| ---- | -------------- | --------- | ------- | --------- | -------- | ------- | ------- | -------- | ------- | --------- | ------- | --------- | --------- | ------- | ----- | ------- | -------- | --------- | -- | ------ |
| 2012 | Arden Caterham | ESP1 1    | ESP1 2  | MON 1     | BEL 1    | BEL 2   | ALE 1 9 | ALE 2 11 | RUS 1 7 | RUS 2 15  | GBR 1 5 | GBR 2     | HUN 1 4   | HUN 2 1 | FRA 1 | FRA 2   | ESP2 1   | ESP2 2 1  | 4º | 166    |
| 2013 | Arden Caterham | ITA 1 Ret | ITA 2 1 | ESP1 1 13 | ESP1 2 7 | MON 1 5 | BEL 1 2 | BEL 2 4  | RUS 1 2 | RUS 2 Ret | AUS 1 7 | AUS 2 Ret | HUN 1 Ret | HUN 2 1 | FRA 1 | FRA 2 3 | ESP2 1 4 | ESP2 2 13 | 3º | 172    |